# Tønderkredsen
Tønderkredsen er fra 2007 en opstillingskreds i Sydjyllands Storkreds. I 1971-2006 var kredsen en opstillingskreds i Sønderjyllands Amtskreds. I 1920-1970 var kredsen en opstillingskreds i den sønderjyske storkreds, der officielt hed Haderslev med flere amters amtskreds.
Indtil Strukturreformens ikrafttræden i 2007 bestod Tønderkredsen af de områder der udgjorde de nu nedlagte kommuner: Bredebro, Højer og Skærbæk samt den gamle Tønder Kommune. Fra 2007 blev Tønderkredsen udvidet med de afstemningsområder der, indtil da lå i de nu nedlagte kommuner: Løgumkloster og Nørre-Rangstrup, med undtagelse af afstemningsområdet Bevtoft, der fremover hører til i Haderslevkredsen.

## Folketingskandidater pr. 25/11-2018

### Valgkredsens kandidater for de pr. november 2018 opstillingsberettigede partier
| Liste | Parti                       | Kandidat | Bemærk                                                            |
| ----- | --------------------------- | --- | ----------------------------------------------------------------- |
| A     | Socialdemokratiet           | Kim Printz Ringbæk |                                                                   |
| B     | Radikale Venstre            | Stephan Kleinschmidt |                                                                   |
| C     | Det Konservative Folkeparti | |                                                                   |
| D     | Nye Borgerlige              | Anne Marie Buch |                                                                   |
| F     | Socialistisk Folkeparti     | |                                                                   |
| I     | Liberal Alliance            | |                                                                   |
| O     | Dansk Folkeparti            | Jan Voss Hansen |                                                                   |
| V     | Venstre                     | Philip Tietje |                                                                   |
| Ø     | Enhedslisten                | Sabrina Louise Christiansen |                                                                   |
| Å     | Alternativet                | Karin Rohr Genz, Søren Haastrup, Rune Ranaivo Bjerremand, Edvard Korsbæk, Tina Brixen, Ditte Madvig Evald, Jens-Peter Mantorp Broberg, Bjarne Aasø, Stefan Struck Kronborg, Mette Bram | Er opstillet i samtlige opstillingskredse i Sydjyllands Storkreds |

## Folketingsvalget 2011
Den 30. august 2011 var der 29.045 stemmeberettigede vælgere i kredsen.
Ved Folketingsvalget 2011 var der følgende valgsteder:
| Valgsted                      | By               | Stemme- berettigede | Stemme- procent |
| ----------------------------- | ---------------- | ------------------- | --------------- |
| Bredebro Forsamlingshus       | Bredebro         | 1.511               | 86,92           |
| Hotel Ballumhus               | Ballum           | 558                 | 84,20           |
| Visby Forsamlingshus          | Visby            | 438                 | 88,35           |
| Højer Hus                     | Højer            | 1.379               | 83,93           |
| Emmerlev Sogns Forsamlingshus | Sønder Sejerslev | 496                 | 86,49           |
| Møgeltønderhus                | Møgeltønder      | 883                 | 88,56           |
| Løgumkloster Forsamlingshus   | Løgumkloster     | 2.612               | 86,25           |
| Præstegården                  | Nørre Løgum      | 1.003               | 82,55           |
| Bedsted Skole                 | Bedsted          | 615                 | 83,90           |
| Øster Højst Forsamlingshus    | Øster Højst      | 680                 | 85,41           |
| Agerskovhallen                | Agerskov         | 1.623               | 87,29           |
| Multihuset                    | Arrild           | 571                 | 86,51           |
| Branderup Forsamlingshus      | Branderup        | 423                 | 85,10           |
| Landevejskroen                | Døstrup          | 518                 | 83,78           |
| Spar-To                       | Toftlund         | 3.156               | 87,09           |
| Brøns Kro                     | Brøns            | 774                 | 87,98           |
| Tønderhallerne                | Tønder           | 6.268               | 83,05           |
| Abild Skole                   | Abild            | 862                 | 86,54           |
| Jejsing Forsamlingshus        | Jejsing          | 788                 | 84,78           |
| Havneby Kro                   | Havneby (Rømø)   | 490                 | 86,29           |
| Skærbæk Fritidscenter         | Skærbæk          | 2.895               | 84,92           |
| Vodder Idrætscenter           | Frifelt          | 502                 | 85,85           |
| Total                         | Total            | 29.045              | 85,32           |

## Folketingsmedlemmer valgt i 2011
Ingen af de opstillede kandidater i kredsen blev valgt ind til Folketinget.